# Periodo africano
Periodo africano è un termine usato per definire le opere realizzate dal pittore spagnolo Pablo Picasso tra il 1906 e il 1909. In tale arco di tempo, l'artista venne fortemente influenzato dall'arte africana, divenendo anche un collezionista di tali tipi di opere al fine di trarne ispirazione. Questo periodo proto-cubista successivo al periodo blu e al periodo rosa di Picasso è stato anche chiamato periodo negro, o periodo nero.

## Caratteristiche
L'arte africana, in particolar modo la scultura, in occidente divenne nota dall'inizio del '900 ed esercitò una forte influenza sullo sviluppo dell'arte europea.
Le statue e le maschere africane furono fonte d'ispirazione per gli artisti (Picasso ne possedeva diversi modelli), che proprio in quegli anni sperimentavano linguaggi e forme espressive nuove, in senso antinaturalistico. Essi individuarono, in tali produzioni primitive, una vera e propria arte: gli artisti espressionisti e i fauves colsero in quegli oggetti dall'aspetto magico e misterioso per un europeo, l'espressione di civiltà pure, distanti dallo sviluppo tecnologico del mondo moderno. I cubisti, invece, si focalizzarono sulle loro qualità formali. Le sculture africane erano molto vicine alla ricerca sulla forma di Picasso e Braque: la loro forza espressiva è dovuta principalmente alla sintesi visiva tra le varie parti della figura e i volumi sono essenziali, modellati secondo precisi piani geometrici. Gli elementi del volto sono stilizzati e le proporzioni, non basate su principi di verosimiglianza, esprimono un'armonia formale fondata su relazioni nuove per la cultura occidentale, quasi astratte.
Fu Matisse ad avvicinare Picasso all'arte africana, infatti le forme delle figure femminili dipinte nel quadro Les demoiselles d'Avignon, nel 1907, sembra derivare proprio dal loro incontro. I volti allungati e privi di chiaroscuro, le nette linee di demarcazione e il naso ridotto ad una linea, mettono in risalto le somiglianze tra le figure di Picasso e quelle stilizzate della scultura primitiva. I numerosi studi e disegni preparatori eseguiti da Picasso per Les demoiselles d'Avignon testimoniano l'interesse suscitato sull'artista da quest'arte.
Il periodo africano di Picasso ebbe inizio a partire dagli ultimi mesi del 1906. Durante questa fase Picasso si interessa alla scultura rituale africana e polinesiana, diffuse in molti ambienti intellettuali parigini per via dei fiorenti commerci con le colonie. Nelle opere di questo periodo, spesso ingenue ma dotate di una notevole espressività, l'artista ricerca le tracce di un'umanità spontanea e incorrotta, che ancora non è stata contaminata dall'eccessiva ideologia e dai condizionamenti socioculturali appartenenti alla tradizione occidentale. La contiguità formale con alcuni modelli africani, di cui lo stesso Picasso ne collezionava vari esemplari, si può ritrovare in molti dei suoi studi di quegli anni, contraddistinti da uno stiramento verticale dei volti e dalla scomposizione dei volumi, che anticipano la successiva svolta cubista. Oltre a ciò, la scultura africana rappresenta un tipo di arte non mimetica, e sulla stessa base dev'essere compresa l'affinità, avvertita da Picasso, con la scultura iberica prima che con l'arte africana. Si è a lungo discusso sulla diversità tra la concezione intellettualistica degli artisti e quella ritualistica delle sculture facenti parte delle loro collezioni. Tuttavia dagli studi più maturi sembra emergere che nel cosiddetto intellettualismo dei cubisti la costruzione dell'immagine assume in ultima istanza, se non la sacralità dell'idolo, almeno il suo carattere magico e, soprattutto nel Picasso delle Les demoiselles d'Avignon, è presente anche l'esigenza psicologica e filosofica di risalire alle origini della propria storia (l'arte iberica) e della storia dell'umanità (l'arte africanaa). Nell'ottica di tale atteggiamento primitivistico va evidenziato il significato della stima e dell'amicizia che legano Picasso e altri cubisti al Doganiere Rousseau.
Le opere di Picasso appartenenti al "periodo africano" o "protocubista", sono lontane dalle vecchie proporzioni classiche e puntano su inedite combinazioni di forme semplici. Sono caratterizzate dalla violenta ricerca di una nuova struttura del corpo umano, mediante quelli che l'artista chiama aspetti "ragionevoli", già individuati nella misura e nel controllo degli intervalli pittorici di Cézanne. Il soggetto rappresentato nei nuovi dipinti è la figura umana, in gruppo o da sola: per esempio, Nudo con drappeggio deriva dalla figura con drappeggio delle Demoiselles d'Avignon. Era stato Gauguin a trasmettere a Picasso l'importanza della fusione tra linee, disegno e contorno in accezione coloristica ed espressionistica, sia descrittivi che autonomi. Ciò è evidente nelle xilografie, nei dipinti e negli acquerelli del 1908, quali L'Amicizia, o la monumentale Tre donne, con i suoi studi preparatori. Le distanze canoniche delle proporzioni vengono cambiate, in un periodo creativo che da un lato trae spunto da lontani prototipi, dall'altro porta avanti un'inquieta ricerca verso qualcosa di completamente nuovo. Picasso trascorre l'estate e l'autunno del 1907 lontano da Fernande Olivier, dipingendo nudi che, assieme alle Demoiselles e al Nudo blu di Matisse, ispireranno il Grande nudo di Braque, che aveva visitato varie volte l'atelier di Picasso.

## Contesto e periodo
All'inizio del XX secolo, le opere d'arte africane venivano portate a Parigi come conseguenza dell'espansione dell'impero francese nell'Africa subsahariana. La stampa era in fermento con storie esagerate di cannibalismo e racconti esotici sul regno africano del Dahomey. Il maltrattamento degli africani nel Congo belga è stato esposto nel popolare libro Cuore di tenebra, di Joseph Conrad. Fu forse a causa di questo clima che Picasso e altri artisti iniziarono a cercare ispirazione nell'arte africana. L'interesse di Picasso per l'arte africana fu in parte suscitato da Henri Matisse che gli mostrò una statuina di legno Kongo-Vili.
Nel maggio o giugno 1907, Picasso sperimentò una "rivelazione" mentre osservava l'arte africana al museo etnografico del Palais du Trocadéro. La scoperta dell'arte africana da parte di Picasso influenzò aspetti del suo dipinto Les demoiselles d'Avignon (completato nel luglio di quell'anno), specialmente nel trattamento dei volti di due figure sul lato destro della composizione. Sebbene molti curatori di arte moderna abbiano tentato di abbinare le singole maschere africane con i volti di queste figure, le maschere africane utilizzate in questi esempi non sono sempre state accurate e l'artista ha preso spunto da più opere.
Picasso ha continuato a sviluppare uno stile derivato dall'arte africana, egiziana e iberica durante gli anni precedenti l'inizio della fase di cubismo analitico della sua pittura nel 1910. Altre opere del periodo africano di Picasso includono il Busto di donna (1907, Galleria Nazionale, Praga); Madre e figlio (estate 1907, Museo Picasso, Parigi); Nudo con le braccia alzate (1907, Museo Thyssen-Bornemisza, Madrid); e Tre donne (1908, Museo dell'Ermitage, San Pietroburgo).

## Controversie
Nella riflessione storica, sono state evidenziate alcune questioni che mettono in discussione le origini di questo genere artistico per Picasso. Il primitivismo, come estetica, era spesso usato dagli europei prendendo in prestito da culture non occidentali. Mentre è chiaro che Picasso è stato fortemente ispirato dall'estetica di culture non sue, molti storici e critici d'arte hanno sostenuto che questo tipo di prestito fosse un'espressione modernista.
Nel febbraio del 2006, una mostra intitolata "Picasso e l'Africa" a Johannesburg, ha esposto il lavoro dell'artista nel suo periodo africano con, accanto, le sculture africane a cui si sarebbe ispirato. Una curatrice coinvolta nella mostra, Marylin Martin ha affermato, in un articolo per il The Guardian, che "Picasso non ha mai copiato l'arte africana, motivo per cui questa mostra non abbina un'opera africana specifica con un Picasso". Secondo la curatrice, infatti, l'artista ha sviluppato un suo punto di vista sull'arte africana.